# Фронт освобождения Афар
Фронт освобождения Афар (ФОА, англ. Afar Liberation Front, ALF) — политическая партия в Эфиопии, с 1970-х по вторую половину 1990-х годов важнейшая из националистических организаций народа афар. Официальный флаг ALF представляет собой горизонтальный триколор синего, белого и зелёного цвета с красной звездой в центре.

## История
Организация была создана тайно в 1970-е годы в условиях неблагоприятной для народности афар этнической политики, которую проводил находившийся у власти в Эфиопии Временный военно-административный совет (Дерг). У истоков создания организации стоял сын афарского султана Ханфаре Алимира, тайно отправивший ряд молодых националистов в Сомали для обучения методам партизанской войны. В 1975 году султан был вызван в Аддис-Абебу якобы для консультаций по вопросам земельной реформы, однако в свете репрессий, уже развёрнутых против бывших аристократов и государственных деятелей он предпочёл бежать за границу. Его бегство дало толчок к началу этнического восстания афар, в ходе которого было убито значительное число людей других национальностей и перекрыта автострада, ведущая к портам на Красном море. Военное руководство страны ответило на эти действия масштабными карательными операциями, вошедшими в историю как геноцид афар: Асайита, столица исторического султаната Аусса, была разорена, убито множество рядовых граждан, принадлежащих к народу афар.
В 1976 году, однако, усиление деятельности освободительных движений, включая Фронт освобождения Афар, заставило Дерг провозгласить программу Национальной демократической революции, в рамках которой, в частности, признавались права народностей, пострадавших от действий режима Хайле Селассие. Некоторые национальные движения, в особенности в Эритрее, отвергли эту программу как чисто декоративную, но внутри Фронта освобождения Афар она нашла достаточно сторонников, чтобы расколоть эту организацию. Отколовшаяся часть движения, в основном включавшая более миролюбиво настроенную молодёжь, основала Национальное движение освобождения Афар. Эта новая организация начала сотрудничество с Дергом с конечной целью создания афарской автономии в границах Свободного союза эфиопских наций. Остатки ФОА продолжили борьбу против Дерга, хотя её размах снизился из-за сокращения количества участников. Сотрудничество НДОА с Дергом принесло политические дивиденды его лидерам, занявшим руководящие посты в регионе. Им также удалось продемонстрировать реальные успехи в формировании автономного региона с преобладанием афарского населения: в частности, Аусса весной 1977 года получила статус провинции, а Асэб на юге Эритреи, где также в основном проживали представители афар, стал отдельным административным районом. Такое развитие событий ослабило поддержку ФОА в регионе. Однако в 1979 году часть деятелей НДОА во главе с шейхом Хусейном Ахмедом Мусой, сочтя уступки со стороны Дерга недостаточными, возобновила вооружённую больбу, сформировав северное крыло ФОА. Эта организация на первых порах пользовалась поддержкой эритрейских националистов и вела действия против Народного фронта освобождения Эритреи и Народного фронта освобождения Тыграй — группировок, опирающихся на тигриньяязычное население.
После того как Дерг был отстранён от власти в Эфиопии, новое руководство страны, опирающееся на Революционно-демократический фронт эфиопских народов и не доверявшее НДОА как союзникам Дерга, позволило вернуться на родину семейству Алимира. В июле 1991 года султан Алимира представлял ФОА на Национальном собрании в Аддис-Абебе, в декабре того же года ещё один его сын, Хабиб, был избран президентом региона Афар, а на следующий год было объявлено, что ФОА победил на региональных выборах. В это же время султан Алимира дал понять, что конечной целью ФОА является отделение региона Афар от Эфиопии.
Представители фронта вскоре фактически монополизировали власть в провинции. Однако период господства ФОА в регионе оказался недолгим. Этому способствовали как идеологические расхождения консервативного ФОА с марксистским РДФЭН, так и индивидуальное поведение его лидеров, которые вели роскошную жизнь, демонстративно инвестировали бюджетные средства только в развитие района Аусса и испортили отношения с традиционными лидерами в регионах. В итоге после установления политической стабильности в стране уже РДФЭН начал предпринимать усилия по созданию новой альтернативы ФОА. Такой альтернативой стала Афарская национально-демократическая организация, основную опору которой составили оседлые скотоводческие слои афар, в особенности в бывших районах провинции Тыграй. Уже в 1994 году произошёл очередной раскол в ФОА, причиной которого стали ухудшающиеся личные отношения между Ханфаре и Хабибом Алимира. В итоге в 1995 году президентом региона стал Ханфаре, а региональные выборы выиграла АНДО.
В декабре 1995 года в рамках усиливающейся конфронтации между властями страны и ФОА правительственные войска взяли штурмом резиденцию султана Алимира. Уже весной 1996 года Ханфаре Алимира был снят с поста региональным советом, и место президента региона Афар занял лидер АНДО Исмаил Алисиро. К концу 1990-х годов у АНДО сложилось большинство как в региональном совете, так и среди представляющих эту область членов нижней палаты парламента Эфиопии. На её основе была создана Афарская национально-демократическая партия, в которую вошли и остальные этнические организации афар; на выборах 2000 года АНДП получила почти все места в совете региона и все восемь мест депутатов нижней палаты национального парламента. Формально Фронт освобождения Афар сохранялся как самостоятельная политическая структура и после этого, но его представители бойкотировали национальные выборы 2005 и 2010 годов.